# Précigné
Précigné is een gemeente in het Franse departement Sarthe (regio Pays de la Loire). De plaats maakt deel uit van het arrondissement La Flèche. Précigné telde op 1 januari 2022 2.900 inwoners.

## Geografie
De oppervlakte van Précigné bedroeg op 1 januari 2022 57,85 vierkante kilometer; de bevolkingsdichtheid was toen 50,1 inwoners per km².

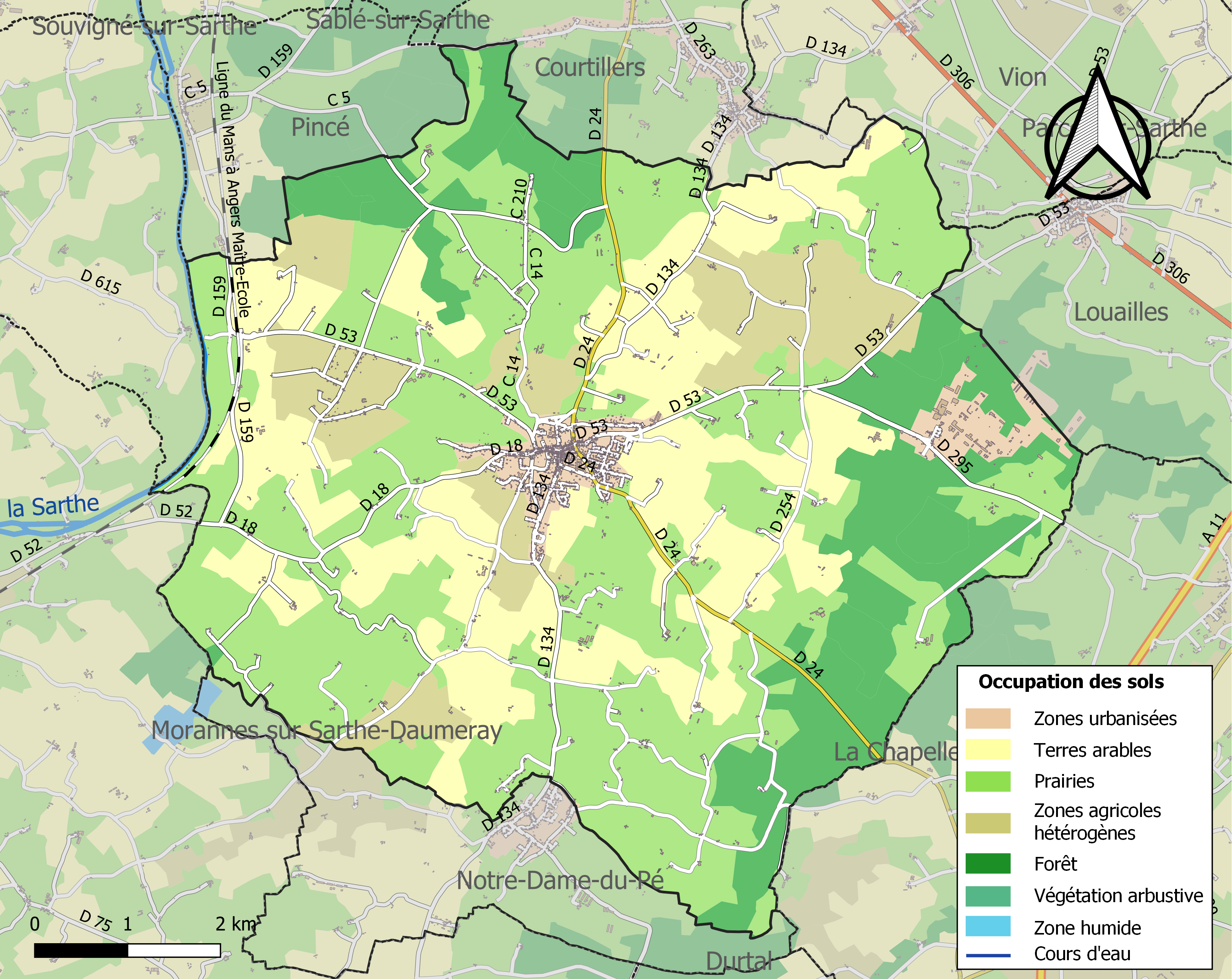
Kaart van de gemeente met de belangrijkste infrastructuur, bodemgebruik en omliggende gemeenten

## Demografie
Onderstaande figuur toont het verloop van het inwonertal (bron: INSEE-tellingen).